# ازدنیک هامهال
ازدنیک هامهال (چکی: Zdeněk Humhal; ۳۰ دسامبر ۱۹۳۳ – ۲۴ نوامبر ۲۰۱۵) بازیکن والیبال اهل چکسلواکی بود.